# The Human Stain (película)
The Human Stain (conocida en español como La mancha humana en España y La piel del deseo en México) es una película independiente de Robert Benton, basada en la novela escrita en el año 2000 por Philip Roth, y protagonizada por Anthony Hopkins, Nicole Kidman, Ed Harris y Gary Sinise, y estrenada en el año 2003. Es la última de la llamada Trilogía americana. 

## Argumento
En La mancha humana, Roth nos relata a través de la narración en primera persona de su alter ego de ficción, Nathan Zuckerman, la vida de Coleman Silk (Anthony Hopkins), un maduro, culto y atractivo profesor de universidad especializado en lenguas clásicas próximo a la jubilación, que de un día para otro se ve expulsado de la universidad y marginado socialmente, como consecuencia de una acusación de racismo hacia unos estudiantes, sustentada únicamente en lo ambiguo de una frase-comentario malentendido como racista.
Las acusaciones vertidas sobre Coleman coinciden con el fallecimiento de su esposa, cuyo detonante él relaciona directamente con las acusaciones que sufre, por lo que llega a afirmar que su mujer ha sido asesinada. Con la historia de su vida en las manos y este suceso como punto culminante, Coleman se contacta con el escritor Nathan Zuckerman (Gary Sinise), para que escriba un libro sobre ello. Silk pide airado que Zuckerman denuncie su historia en unos de sus libros, lo que llevará a Zuckerman a ir descubriendo los secretos escondidos bajo la aparentemente irrepochable vida que Silk ha vivido en los últimos sesenta años, y mostrar los personajes hipócritas, heridos y enfermos con que éste se relaciona.
Mientras todo esto ocurre, Coleman conoce a Faunia Farley (Nicole Kidman), una seductora y frustrada mujer con un pasado misterioso que entablará un romance con Silk, pero junto a su resucitada pasión aparece también la amenaza del exmarido de Faunia, Lester Farley (Ed Harris). Coleman tendrá que enfrentarse con la necesidad de mostrar su auténtica identidad antes de que sea demasiado tarde.